# Tjeerd Boersma
Tjeerd Boersma (Ámsterdam, Países Bajos, 22 de febrero de 1915-3 de junio de 1985) fue un atleta neerlandés especializado en la prueba de 4 x 100 m, en la que consiguió ser medallista de bronce europeo en 1938.

## Carrera deportiva
En el Campeonato Europeo de Atletismo de 1934 ganó la medalla de bronce en los relevos de 4 x 100 metros, llegando a meta en un tiempo de 41.6 segundos, tras Alemania (oro) y Hungría (plata).